# 香港舞蹈團

香港舞蹈團標誌

香港舞蹈團（英語：Hong Kong Dance Company）於1981年成立，2001年註冊成為慈善及非牟利機構，由香港特別行政區政府資助。成立至今已排演超過一百齣深受觀眾歡迎和評論界讚賞的作品。近期作品包括《花木蘭》、《塵埃落定》、《蘭亭．祭姪》、《梁祝．傳說》、《風雲》、《倩女．幽魂》、《踏歌行》、《紅樓．夢三闋》、《中華英雄》、《觀自在》、《白蛇》、《三城誌》、《紫玉成煙》、《劉三姐》、《絲路如詩》、《弦舞》及《一水南天》等。
舞團經常到海外及內地演出，以促進文化交流，曾涉足十多個國家及地區。近年曾赴美國華盛頓甘迺迪藝術中心、美國紐約林肯表演藝術中心、英國倫敦南岸中心、加拿大多倫多索尼演藝中心、澳洲悉尼卓士活中央廣場劇院、白俄羅斯明斯克國立模範音樂劇院、「韓國舞蹈祭典」、首爾「國際佛教舞蹈節」、北京國家大劇院、北京天橋藝術中心、上海大劇院、上海國際舞蹈中心、杭州大劇院、廣州大劇院、台北新舞台、臺灣戲曲中心等，演出舞團的得獎原創舞劇《花木蘭》、《倩女．幽魂》、《梁祝．傳說》、《蘭亭．祭姪》等饒具香港特色的作品，為海內外的觀眾帶來文化藝術新體驗。 
香港舞蹈團的贊助人為曾鮑笑薇。藝術顧問包括王仁曼、毛妹、白朗唐、冼源、殷巧兒、陳永華、盛培琪、莫鳳儀、鄧樹榮、劉兆銘、羅耀威等。 
香港舞蹈團的行政處位於香港皇后大道中上環市政大廈8樓。

## 外部參考
- 香港舞蹈團官方網址 （页面存档备份，存于）